# Rhinoprenes pentanemus
Rhinoprenes pentanemus is een straalvinnige vissensoort uit de familie van schopvissen (Ephippidae). De wetenschappelijke naam van de soort is voor het eerst geldig gepubliceerd in 1964 door Munro.